# Thomas Abel
Thomas Abel (født 13. marts 1974) er en dansk tidligere fodboldspiller, der sluttede sin karriere i Greve Fodbold.
Abel spillede det meste af sin professionelle karriere i Herfølge Boldklub. I en enkelt sæson blev han dog hentet til den malaysiske klub Kedah FA af klubbens danske træner Jørgen E. Larsen.
Han sluttede med fodbold i 2006 for at blive træner for sin barndomsklub Ejby IF, men i 2007 valgte han at vende tilbage til spillet som spiller hos Greve Fodbold.

## Karriere
- Ungdom: Ejby IF
- 19XX-1997: Køge Boldklub
- 1997-2001: Herfølge Boldklub
- 2001-2002: B93
- 2002-2003: Herfølge Boldklub
- 2003-2004: Kedah FA (Malaysia)
- 2004-2005: Greve Fodbold
- 2006-2007: Træner for Ejby IF
- 2007-2008: Greve Fodbold